# Чорлука, Ведран
Ве́дран Чо́рлука (хорв. Vedran Ćorluka; род. 5 февраля 1986, Модран, СРБиГ, Югославия) — хорватский футболист, выступавший на позиции защитника.
Ведран является воспитанником загребского «Динамо» в рядах которого дважды становился чемпионом Хорватии, причём в 2007 году оформил своеобразный требл (чемпионат, кубок и Суперкубок). В 2007 году перешёл в «Манчестер Сити», однако провёл здесь всего один сезон, после чего за 12,5 миллионов фунтов ушёл в «Тоттенхэм». В 2012 году перебрался в столичный «Локомотив», вскоре стал капитаном «железнодорожников». В 2021 году завершил игровую карьеру.
С 2006 года Ведран выступал в основном составе сборной Хорватии, участвовал в финальных этапах чемпионатов Европы 2008 и 2012, а также отправлялся на чемпионат мира 2014 года. Вице-чемпион мира 2018 года в составе сборной Хорватии.

## Биография
Чорлука родился в Югославии в боснийском городе Дервента. Его родители Йозо и Андья родом из Модрана — деревни, недалеко от Дервенты. Из-за войны в Боснии в 1992 году семья Ведрана переехала в Хорватию, в Загреб, где отец футболиста продолжил работу в качестве инженера, позже став агентом Чорлуки. С восьми лет Ведран посещал домашние матчи команды «Динамо Загреб».

#### Личная жизнь
Супруга — певица Франка Бателич. 5 января 2020 года у пары родился сын Виктор. Любимый город Чорлуки — Лондон. Увлекается велоспортом.

## Клубная карьера

### «Динамо» (Загреб)
Когда в Боснии началась война, Ведран Чорлука с семьёй переехал в Загреб и в восьмилетнем возрасте он вступил в ряды школы загребского «Динамо», где в 2003 году он получает статус профессионального футболиста и вливается в основную команду.
После аренды в «Интер», он стал основным игроком в «Динамо», и в первом же сезоне взял первое место в чемпионате, отыграв 31 матч и забив три мяча. Не замедлил себя ждать и вызов в основную сборную страны, где он дебютировал летом 2006 года. В следующем сезоне 21-летний Ведран выигрывает с клубом золотой хет-трик, то есть становится чемпионом Хорватии, обладателем кубка и суперкубка страны, отыграв 30 матчей и забив 4 мяча. С этого момента к нему начали проявлять интерес такие клубы, как «Эвертон», «Милан» и дортмундская «Боруссия».

#### Аренда в «Интер» (Запрешич)
В 2004 году «Динамо» отдал Чорлуку в аренду «Интеру» из Запрешича, вместе с другими футболистами этой команды — Лукой Модричем и Эдуардо. За «Интер» он провёл 27 матчей и забил 4 мяча, в том сезоне «Интер» завоевал серебро в чемпионате Хорватии.

### «Манчестер Сити»
Успех загребского коллектива на национальной арене не остался не замеченным ведущими клубами Европы. По признанию самого футболиста, он с детства мечтал играть за «Юнайтед», однако официального предложения от «дьяволов» не последовало. В 2007 году Ведран подписал пятилетнее соглашение с «Манчестер Сити». «Горожане» выложили за игрока 11,5 миллионов фунтов. В дебютном сезоне на «Этихаде» являлся игроком основы, провёл 35 матчей в рамках Премьер-лиги и 3 встречи в Кубке Англии. Летом 2008 года отправился в составе сборной Хорватии на чемпионат Европы. Британские СМИ сообщили, что по возвращении на Туманный Альбион Чорлука присоединится к лондонскому «Тоттенхэму». Сам игрок не отрицал данные слухи, однако отметил, что ситуация слишком запутана. Накануне старта нового сезона Ведран действительно поехал в Лондон, однако представители клубов не могли договориться об условиях перехода игрока. Хорват в итоге был вынужден вернуться в Манчестер и начал сезон в стартовом составе «Сити».

### «Тоттенхэм Хотспур»

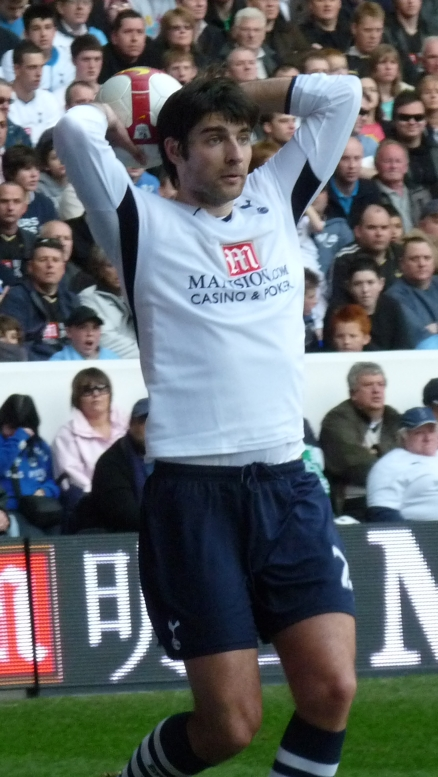
В составе «Тоттенхэм Хотспур» (сезон 2008/09)

В начале следующего сезона 2008/09, Ведран отыграв за горожан 6 матчей, был куплен «Тоттенхэмом» за 12,5 миллионов фунтов, где вновь воссоединился с Модричем.

«Это был цирк. Мне даже самому пришлось делать трансферный запрос в клуб. Мы были на Евро-2008, и после матча с Польшей люди из „Тоттенхэма“ спросили, есть ли у меня желание переехать в Лондон. Я хотел остаться в Манчестере, но ответил, что перейду, если они договорятся с „Сити“. Все вроде было в порядке, я вернулся в „Манчестер Сити“, и мне сказали: „Мы готовы тебя продать“. За 12 миллионов евро, что-то около того. Раз так, я решил согласиться на переход. Обо всем договорился и уехал в Лондон. Сижу там, прошло уже 5-6 дней, а трансфера все нет. Звонит мне тренер „Сити“ Хьюз и говорит, что нужно возвращаться. Я говорю: „Никуда не поеду, меня продают“. Тогда Хьюз пошёл к президенту „Сити“ и заявил, что если Чорлуку продадут, он покинет свой пост. В это время „Тоттенхэм“ играл товарищеский матч с „Ромой“. Я сказал лондонцам, что если перед этой игрой не буду представлен болельщикам, вернусь в Манчестер. Так и получилось: я поехал назад, отыграл за „Сити“ три отличных матча. Но я-то уже хотел перейти в „Тоттенхэм“! Мне говорили то да, то нет. Мне все это надоело, и я сам сделал трансферный запрос и в последнюю минуту трансферного окна переехал в Лондон.»
— Ведран Чорлука (о переходе в «Тоттенхэм»)
Дебютировал в «Тоттенхэме» 15 сентября 2008 года в домашнем поединке против «Астон Виллы» (1:2). При Харри Реднаппе являлся ключевым игроком «Тоттенхэма», провёл 35 матчей в рамках Премьер-лиги и помог «шпорам» финишировать на седьмом месте в турнирной таблице. Также дошёл с клубом до финала Кубка лиги. В следующем году «Тоттенхэм» вновь удачно выступил в кубковых турнирах, добравшись до полуфинала Кубка Англии, а в чемпионате занял четвёртое место и заработал путёвку в еврокубки. Чорлука провёл 29 матчей и забил первый гол за «шпор» в выездном противостоянии с «Болтоном» (2:2).
Дебютировал в Лиге чемпионов 17 августа в поединке квалификационного раунда против «Янг Бойз». Из-за частых травм потерял место в основе. Впрочем, уже во втором круге вновь вышел на передовые позиции, сыграв за «Тоттенхэм» в четвертьфинальных матчах Лиги чемпионов против «Реал Мадрида». Уход Харри Реднаппа, а также частые травмы поставили крест на карьере хорвата в лондонском клубе. В первой половине сезона 2011/12 он провёл всего 8 матчей во всех турнирах.

#### Аренда в «Байер 04»
31 января 2012 года Чорлука был отдан в полугодовую аренду в леверкузенский «Байер 04». 4 февраля защитник дебютировал за «швабов» в поединке Бундеслиги против «Штутгарта» (2:2). Сумел быстро закрепиться в стартовом составе, однако в последний день февраля получил тяжёлую травму в матче за сборную и выбыл до конца апреля. В мае «Байер» не решился выкупить хорвата, хотя он показывал отличную игру и смог привнести стабильность в оборонительные редуты «Байера».

### «Локомотив»

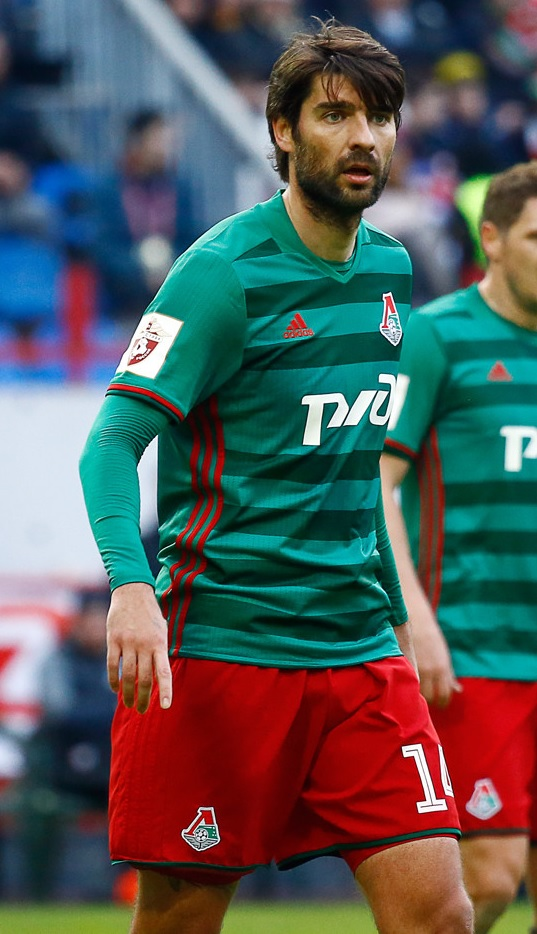
В составе «Локомотива» (2017 год)

27 июня 2012 года Ведран подписал контракт с московским «Локомотивом» на 3 года. Сумма отступных изначально составляла 7 млн евро, но после переговоров, трансферную цену Чорлуки удалось сбить до 5 млн. €. В первом же матче за московский клуб Ведран отметился голом в ворота «Мордовии» (3:2). С первых туров чемпионата России стал основным центральным защитником, проведя в сезоне 2012/13 27 матчей. В концовке сезона полузащитник «Локо» Денис Глушаков пожаловался, что Чорлука не тренируется всю неделю, но все равно попадает в стартовый состав. В сентябре 2012 года и в марте 2014 года Чорлука признавался лучшим игроком месяца по итогам голосования болельщиков «Локо» в социальных сетях.
В сезоне 2013/14 Ведран составил пару основных защитников «Локомотива» с Яном Дюрицей, проведя в чемпионате 28 матчей, пропустив лишь 2 игры из-за дисквалификации. Во многом надёжная игра пары центральных защитников позволила «Локомотиву» завоевать в том сезоне бронзовые медали чемпионата. В следующем сезоне Ведран продолжил стабильно выступать на самом высоком уровне, выиграв с московским клубом Кубок России. В итоге, болельщики признали его лучшим игроком железнодорожников в сезоне, а президент команды Ольга Смородская назвала его лидером команды, поэтому начиная с сезона 2015/16 Чорлука стал капитаном команды. Зимой 2016 года Чорлука отказался от перехода в «Баварию». 16 августа 2016 года подписал новый 4-летний контракт с «Локомотивом».
25 февраля 2020 года «Локомотив» продлил контракт с Ведраном до лета 2021 года.
31 марта 2021 года Чорлука объявил об уходе из «Локомотива» по окончании сезона 2020/21. В июне этого же года хорват завершил игровую карьеру.
По результатам сезонов 2013/14 и 2020/21 объединение болельщиков «Локомотива» United South признало Ведрана Чорлуку лучшим футболистом.

## В сборной

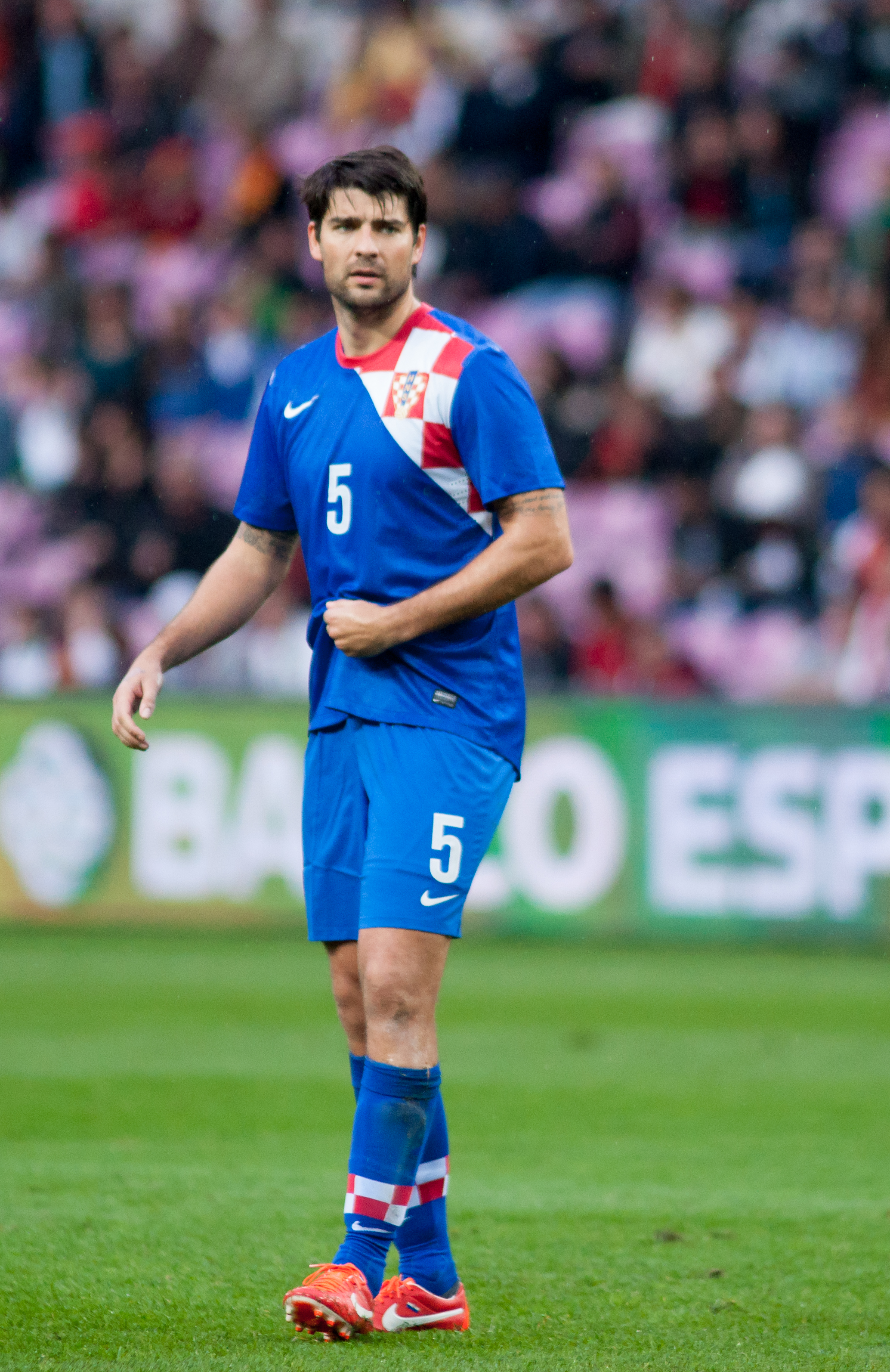
В составе сборной Хорватии (2013 год)

Дебютировал в сборной Хорватии 16 августа 2006 года в товарищеском матче против сборной Италии в итальянском городе Ливорно. Футболист вышел на замену в перерыве матча вместо Анте Серича и помог хорватам одержать победу со счётом 2:0. После этого матча регулярно играл в основном составе. 11 октября 2011 года провёл свой 50-й матч за сборную.
Участник трёх чемпионатов Европы (2008, где дошёл с командой до четвертьфинала, 2012, 2016) и двух чемпионатов мира — 2014 и 2018, где стал серебряным призёром. 10 августа 2018 года объявил о завершении карьеры в сборной.

## Тренерская карьера

#### Сборная Хорватии
4 мая 2021 года президент федерации футбола Хорватии Давор Шукер сообщил, что Чорлука войдёт в тренерский штаб сборной Хорватии, возглавляемый Златко Даличем на предстоящий чемпионат Европы.

#### «Локомотив» (Москва)
В июне 2021 года вошёл в тренерский штаб Марко Николича в «Локомотиве». 6 июля этого года Ведран прибыл на сборы в Бад-Вальтерсдорф, экс-капитана «Локомотива» уже представили футболистам в новом амплуа. 19 июля этого года покинул тренерский штаб «Локомотива» и так прокомментировал своё решение:
«К сожалению, по личным причинам я покидаю свой пост в тренерском штабе команды «Локомотив» Москва. Хочу ещё раз поблагодарить всех за всё, что я испытал и пережил в этом великом клубе. Удачи всем в клубе в новом сезоне и в будущем».

## Достижения

### В качестве игрока

#### Командные
«Динамо» (Загреб)
- Чемпион Хорватии (2): 2005/06, 2006/07
- Обладатель Кубка Хорватии: 2006/07
- Обладатель Суперкубка Хорватии: 2006

«Локомотив» (Москва)
- Чемпион России: 2017/18
- Обладатель Кубка России (4): 2014/15, 2016/17, 2018/19, 2020/21
- Обладатель Суперкубка России: 2019

Сборная Хорватии
- Вице-чемпион мира: 2018

#### Личные
- В списках 33 лучших футболистов чемпионата России (4): № 2 — 2013/14, 2015/16, 2016/17, № 3 — 2014/15
- Орден Князя Бранимира: 2018[24]
- Обладатель приза «Стальной рельс»: 2013/14, 2020/21

### В качестве тренера
Сборная Хорватии
- Бронзовый призёр чемпионата мира: 2022

## Статистика выступлений

### Клубная карьера
| Клуб               | Сезон         | Лига | Лига | Кубок | Кубок | Кубок лиги | Кубок лиги | Еврокубки | Еврокубки | Итого | Итого |
| Клуб               | Сезон         | Игры | Голы | Игры  | Голы  | Игры       | Голы       | Игры      | Голы      | Игры  | Голы  |
| ------------------ | ------------- | ---- | ---- | ----- | ----- | ---------- | ---------- | --------- | --------- | ----- | ----- |
| → Интер (Запрешич) | 2004/05       | 27   | 4    | 0     | 0     | 0          | 0          | 0         | 0         | 27    | 4     |
| → Интер (Запрешич) | Всего за клуб | 27   | 4    | 0     | 0     | 0          | 0          | 0         | 0         | 27    | 4     |
| Динамо (Загреб)    | 2005/06       | 31   | 3    | 0     | 0     | 0          | 0          | 0         | 0         | 31    | 3     |
| Динамо (Загреб)    | 2006/07       | 30   | 4    | 0     | 0     | 0          | 0          | 4         | 0         | 34    | 4     |
| Динамо (Загреб)    | Всего за клуб | 61   | 7    | 0     | 0     | 0          | 0          | 4         | 0         | 65    | 7     |
| Манчестер Сити     | 2007/08       | 35   | 0    | 3     | 0     | 3          | 0          | 0         | 0         | 41    | 0     |
| Манчестер Сити     | 2008/09       | 3    | 1    | 0     | 0     | 0          | 0          | 3         | 0         | 6     | 1     |
| Манчестер Сити     | Всего за клуб | 38   | 1    | 3     | 0     | 3          | 0          | 3         | 0         | 47    | 1     |
| Тоттенхэм Хотспур  | 2008/09       | 34   | 0    | 2     | 0     | 5          | 0          | 0         | 0         | 41    | 0     |
| Тоттенхэм Хотспур  | 2009/10       | 29   | 1    | 5     | 0     | 2          | 0          | 0         | 0         | 36    | 1     |
| Тоттенхэм Хотспур  | 2010/11       | 15   | 0    | 1     | 0     | 0          | 0          | 8         | 0         | 24    | 0     |
| Тоттенхэм Хотспур  | 2011/12       | 3    | 0    | 0     | 0     | 1          | 0          | 4         | 0         | 8     | 0     |
| Тоттенхэм Хотспур  | Всего за клуб | 81   | 1    | 8     | 0     | 8          | 0          | 12        | 0         | 109   | 1     |
| → Байер 04         | 2011/12       | 7    | 0    | 0     | 0     | 0          | 0          | 1         | 0         | 8     | 0     |
| → Байер 04         | Всего за клуб | 7    | 0    | 0     | 0     | 0          | 0          | 1         | 0         | 8     | 0     |
| Локомотив (Москва) | 2012/13       | 27   | 1    | 1     | 0     | 0          | 0          | 0         | 0         | 28    | 1     |
| Локомотив (Москва) | 2013/14       | 28   | 1    | 0     | 0     | 0          | 0          | 0         | 0         | 28    | 1     |
| Локомотив (Москва) | 2014/15       | 26   | 2    | 4     | 0     | 0          | 0          | 2         | 0         | 32    | 2     |
| Локомотив (Москва) | 2015/16       | 24   | 3    | 1     | 0     | 0          | 0          | 4         | 0         | 29    | 3     |
| Локомотив (Москва) | 2016/17       | 19   | 0    | 2     | 0     | 0          | 0          | 0         | 0         | 21    | 0     |
| Локомотив (Москва) | 2017/18       | 6    | 0    | 0     | 0     | 0          | 0          | 2         | 0         | 8     | 0     |
| Локомотив (Москва) | 2018/19       | 21   | 0    | 6     | 1     | 0          | 0          | 3         | 0         | 30    | 1     |
| Локомотив (Москва) | 2019/20       | 27   | 0    | 1     | 0     | 0          | 0          | 6         | 0         | 34    | 0     |
| Локомотив (Москва) | 2020/21       | 22   | 0    | 5     | 1     | 0          | 0          | 5         | 0         | 32    | 1     |
| Локомотив (Москва) | Всего за клуб | 200  | 7    | 20    | 2     | 0          | 0          | 22        | 0         | 242   | 9     |
| Итого              | Итого         | 414  | 20   | 31    | 1     | 11         | 0          | 42        | 0         | 498   | 21    |

### Голы за сборную
| #  | Дата            | Арена                         | Соперник  | Счёт | Результат | Соревнование                |
| -- | --------------- | ----------------------------- | --------- | ---- | --------- | --------------------------- |
| 1. | 8 октября 2009  | Кантрида, Риека               | Катар     | 1:0  | 3:2       | Товарищеский матч           |
| 2. | 11 ноября 2011  | Тюрк Телеком Арена, Стамбул   | Турция    | 0:3  | 0:3       | Отборочный турнир Евро-2012 |
| 3. | 25 мая 2012     | Алдо Дросина, Пула            | Эстония   | 1:0  | 3:1       | Товарищеский матч           |
| 4. | 12 октября 2012 | Филипп II Македонский, Скопье | Македония | 1:1  | 1:2       | Отборочный турнир ЧМ-2014   |